# باشگاه فوتبال دیترویت اکسپرس
دیترویت اکسپرس یک تیم فوتبال مستقر در دیترویت بود که از سال ۱۹۷۸ تا ۱۹۸۰ در لیگ فوتبال آمریکای شمالی (ان‌ای‌اس‌ال) بازی کرد. زمین اصلی آنها پونتیاک سیلوردوم بود. اکسپرس متعلق به راجر فاکنر، سانی ون آرنم، گری لمن و جیمی هیل بود که همچنین مدیر عامل و رئیس باشگاه انگلیسی کاونتری سیتی بود. مربیگری این تیم بر عهده کن فورفی بود.